# Danny Saucedo

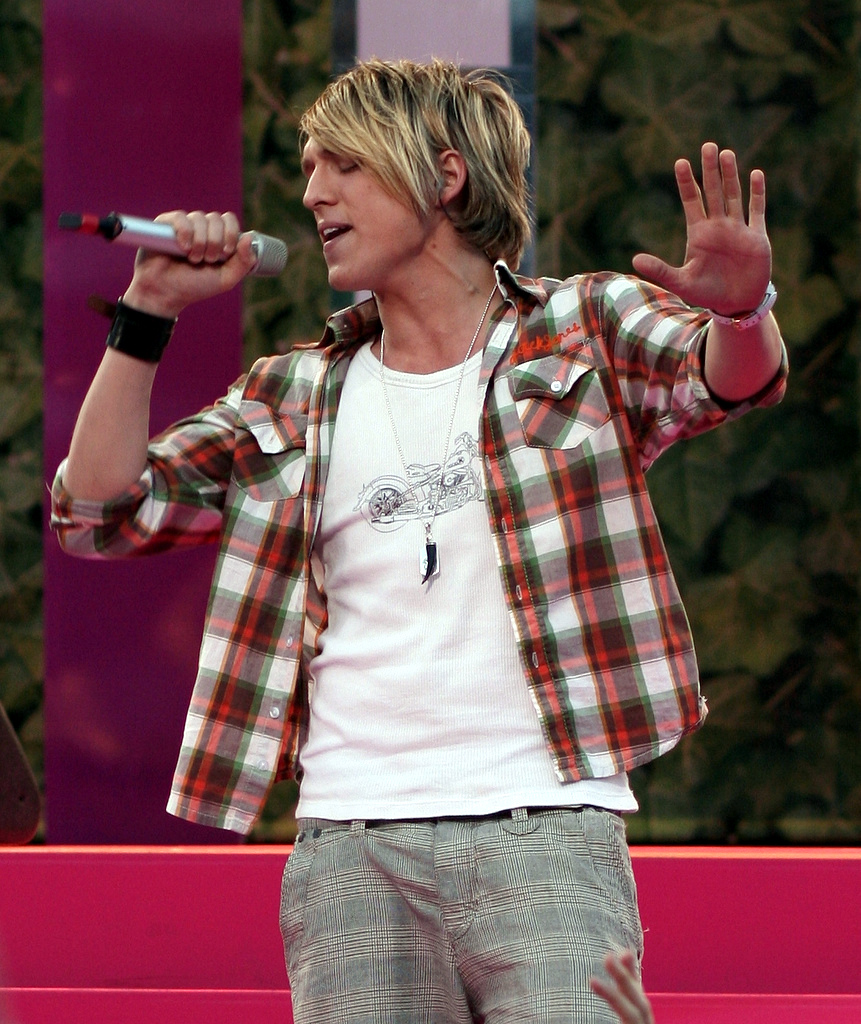
Danny Saucedo em 2007

Daniel Gabriel Alessandro Saucedo Grzechowski, mais conhecido apenas como "Danny", (25 de fevereiro de 1986 em Estocolmo, Suécia) é um artista sueco.
Ele é um cantor sueco muito bem sucedido que chegou as finais do programa Idol 2006 e está a conquistar grande parte da Europa.
Filho de mãe boliviana e de pai polonês, ele é fluente em espanhol, sueco, inglês e francês.
Depois do Idol, ainda em 2006, Danny lançou seu primeiro single intitulado "Öppna Din Dörr" (Abra sua porta), uma faixa de Tommy Nilsson que chegou à 24ª posição na parada de singles sueca.
Seu primeiro álbum foi lançado em maio de 2007, intitulado "Heart.Beats", este alcançou diretamente o topo das paradas de lá, e seus singles "Tokyo"(1# por 2x), "Play It For The Girls"(1#) e "If Only You (feat. Therese)"(3#) não deixaram por menos tanto que, esta última, fez muito sucesso também em países como Polônia, Rússia e Alemanha.
Em 2008, Danny se juntou com outros dois ex-Idols, sendo eles Erik Segerstedt e Mattias Andréasson para formar a banda E.M.D. que tem um álbum e 3 singles que atingiram o topo das paradas suécas sendo eles "All For Love", "Jennie Let Me Love You" e "Alone".
Fora seus trabalhos, Danny participou do programa "Let's Dance", a versão sueca da Dança dos Famosos e terminou na 4ª posição.
Como se não bastasse, ele participou também do Eurovision Dance Contest com a dançarina Jeanette Carlsson, onde performaram a canção "Hung Up" da Madonna e ficaram na 12ª posição.
Seu segundo álbum foi lançado em 24 de dezembro de 2008, intitulado "Set Your Body Free".
Apesar de ter um pico de 2# nas paradas suecas, seu primeiro single, "Radio" foi direto para o topo das paradas.
Até agora, foi lançado apenas mais um single, "All On You"(17#) e, foi gravado o video para a música "Emely" que será o segundo single na Polônia no lugar de "All on You".
E.M.D. participou da semifinal do Melodifestivalen com o single "Baby Goodbye". Eles foram escolhidos pelo júri e concorreram na final desta para representar a Suécia no Eurovision Song Contest 2009, o maior festival de música europeu terminando em terceiro lugar. 

## Idol 2006 Performances
- Audições, Estocolmo: "I Swear" - All-4-One
- Audições, Estocolmo: "(Everything I Do) I Do It for You - Bryan Adams (Dueto)
- Semi Finais: "What's Left Of Me" - Nick Lachey
- Top 11: "Blame It On The Boogie" - Michael Jackson
- Top 10: "Öppna Din Dörr - Tommy Nilsson
- Top 9: "So Sick" - Ne-Yo
- Top 8: "Sweet Child o' Mine" - Guns N' Roses
- Top 7: "Lately" - Stevie Wonder
- Top 6: "End Of The Road" - Boyz II Men - Eliminado

## Discografia

### Album
| Ano  | Album                    | Melhor Posição (SWE) |
| ---- | ------------------------ | -------------------- |
| 2007 | Heart Beats              | 1                    |
| 2008 | A Stade Of Mind (E.M.D.) | 1                    |
| 2008 | Set Your Body Free       | 2                    |
| 2011 | In The Club              | 3                    |

### Singles
| Ano  | Single                        | Melhor posição | Melhor posição | Album                    |
| Ano  | Single                        | SWE            | POL            | Album                    |
| ---- | ----------------------------- | -------------- | -------------- | ------------------------ |
| 2006 | "Öppna din dörr"              | 24             | -              | Det bästa från Idol 2006 |
| 2007 | "Tokyo"                       | 1              | 6              | Heart Beats              |
| 2007 | "Play It for the Girls"       | 1              | -              | Heart Beats              |
| 2007 | "If Only You" (feat. Therese) | 3              | 1              | Heart Beats              |
| 2008 | "Radio"                       | 1              | 28             | Set Your Body Free       |
| 2009 | "Need to Know"                | 39             | -              | Set Your Body Free       |
| 2009 | "All on You"                  | 17             | -              | Set Your Body Free       |
| 2009 | "Emely" (feat. Sasha Strunin) | -              | 2              | Set Your Body Free       |

## Videoclipes
- Tokyo
- Play It For The Girls
- Radio
- Emely